# Système de réputation
Les systèmes de réputation sont des programmes qui permettent à l'utilisateur d'évaluer d'autres utilisateurs dans les communautés en ligne.

## Description
Ce réseau d'utilisateurs permet d'apporter de la confiance en un organisme commercial ou un utilisateur au fur et à mesure qu'il gagne en réputation. Ce système est utilisé plus couramment sur des sites de commerce électronique tels qu'Ebay, Amazon.com et Etsy, souvent accompagné d'un système de conseils en ligne, de communautés comme Stack Exchange Network et d'un comité d'arbitrage.